# アミドキシム
オキシアミジンは化合物の一種。
{\displaystyle {\ce {HON = (CR) -NH2 <-> HONH - (CR) = NH}}}
のような互変異性体。
ニトリルやイミノエーテルまたはチオアミドにヒドロキシルアミンを作用することで生成する。
{\displaystyle {\ce {R-CN + NH2OH -> HON=(CR)-NH2}}}
ヒドロキシム酸クロリドまたはオキシイミノエーテルにアンモニアを作用させることでも生成する。
ニトロソオキシムを硫化水素で還元しても生成する。
不安定な結晶性物質で分解してヒドロキシルアミンと相当する酸アミドまたは酸になる。
ホルムアミドキシムやアセトアミドキシムなどがある。